# Brittany Kaiser

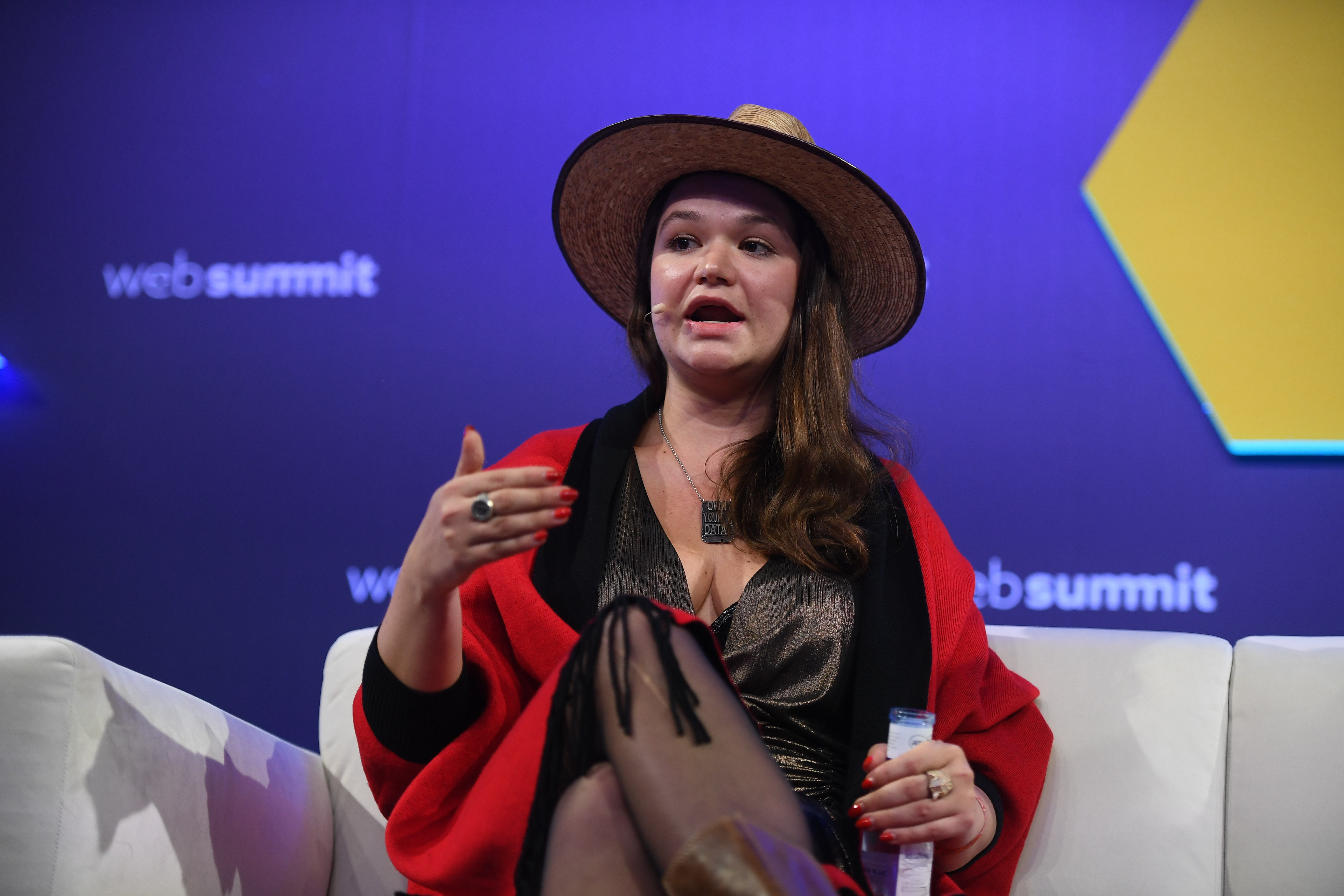
Brittany Kaiser in November 2019, Web Summit 2019, in Lissabon, Portugal

Brittany Kaiser (geb. 1988 in Houston, Texas) war drei Jahre lang bei Cambridge Analytica (CA) als Direktorin für Geschäftsentwicklung tätig. Nachdem Einzelheiten des Missbrauchs von Facebook-Daten aufgedeckt wurden, die sich möglicherweise auf die Stimmabgabe beim britischen Brexit-Referendum und die US-Präsidentschaftswahlen 2016 ausgewirkt haben, kündigte sie und wandte sich an die Öffentlichkeit. Kaiser sagte vor dem britischen Parlament und vor dem Mueller-Untersuchungsausschuss über ihre Beteiligung an der Arbeit von Cambridge Analytica aus.

## Leben

### Familiärer Hintergrund
Kaiser wurde in Houston geboren und wuchs in Lincoln Park an der North Side von Chicago auf.  Ihr Vater arbeitete in der Immobilienentwicklung und ihre Mutter arbeitete für Enron.

### Ausbildung
Kaiser schloss 2005 die Phillips Academy in Andover ab, studierte dann an der Universität Edinburgh, der City University of Hong Kong und dem Birkbeck, University of London, bevor sie am Weltbankinstitut und am US-Friedensinstitut tätig war. Später promovierte sie an der Middlesex University zum Doktor der Philosophie. Während ihres Studiums in Schottland nahm sich Kaiser eine Auszeit, um während des Präsidentschaftswahlkampfes 2008 im Medienteam von Barack Obama zu arbeiten. Sie arbeitete auch für Amnesty International als Lobbyistin, die sich für ein Ende der Verbrechen gegen die Menschlichkeit einsetzte.

### Karriere
Zwischen Februar 2015 und Januar 2018 war Kaiser als Direktorin für Geschäftsentwicklung hauptberuflich für die SCL Group, die Muttergesellschaft von Cambridge Analytica, tätig. Während ihrer Zeit bei Cambridge Analytica arbeitete Kaiser unter dem Senior Management, darunter auch CEO Alexander Nix.

## Nach dem Cambridge Analytica-Datenskandal
Nach dem Facebook-Cambridge Analytica-Datenskandal und der darauf folgenden Insolvenz von Cambridge Analytica zu Beginn des Jahres 2018 floh Kaiser nach Thailand. Später sagte sie vor dem britischen Parlament über Cambridge Analytica und die Bedrohung der Privatsphäre durch Facebook aus. Im Juni 2019 wurde Kaiser in den Beirat von Phunware berufen, einem Technologieunternehmen in Austin. Die Meldung ist allerdings aktuell nicht mehr abrufbar. Die Firma sammelte die Standort- und Benutzerdaten potenzieller Wähler für die Trump 2020-Kampagne.
Nach dem Skandal steht sie nun an der Spitze der Change.org-Kampagne #OwnYourData, die darauf abzielt, den Nutzern sozialer Medien die Kontrolle über ihre Daten zurückzugeben. Derzeit konzentriert sie sich über das von ihr mitbegründete Unternehmen namens Digital Asset Trade Association (DATA), die eine Gesetzesreform zum Schutz von persönlichen Daten im Netz und Tokens in der Blockchain anstrebt. Sie referierte dazu auf dem Worldwebforum in Zürich am 16./17. Januar 2020.
Kaiser ist eine der Hauptfiguren der Netflix-Dokumentation The Great Hack, in der sie über ihre Arbeit bei Cambridge Analytica berichtete.
Ihre Memoiren veröffentlichte Kaiser in den USA im Oktober, diese liegen seit Ende Januar 2020 in einer deutschen Übersetzung vor.
Seit dem 1. Januar 2020 begann Kaiser bei Twitter interne Dokumente von Cambridge Analytica (CA) Links zu Material über Wahlen in Brasilien, Kenia und Malaysia zu veröffentlichen. Sie veröffentlichte bisher rund 100 000 E-Mails, Projektpläne und Verhandlungsdokumente, die eine Einflussnahme in 68 Länder auf Wahlen und Politik belegen.

„Das geht von den USA über Brasilien und Kenia bis hin zum Iran, Indien und Malysia. CA war mächtiger, als die meisten wissen.“

In einer Studie der Universität Oxford wird laut Brittany Kaiser belegt, dass nach der Insolvenz von CA eine Vielzahl von Datenanalyseunternehmen entstanden, die das Geschäftsmodell von CA übernommen haben und zum Teil darüber hinausgehen, beispielsweise über gefälschte Facebook-Accounts, durch den Einsatz von Bots, Trollen und so weiter.

## Veröffentlichung
- Brittany Kaiser: Die Datendiktatur. Wie Wahlen manipuliert werden. HarperCollins, Hamburg 2020, ISBN 978-3-95967-390-7 (Mit Fotos, Infografiken und Anmerkungen).
  - Amerikanische Originalausgabe: Targeted. The Cambridge Analytica Whistleblower's Inside Story of How Big Data, Trump, and Facebook Broke Democracy and How It Can Happen Again. HarperCollins, New York 2019, ISBN 978-0-06-296579-0.